# Marques Houston

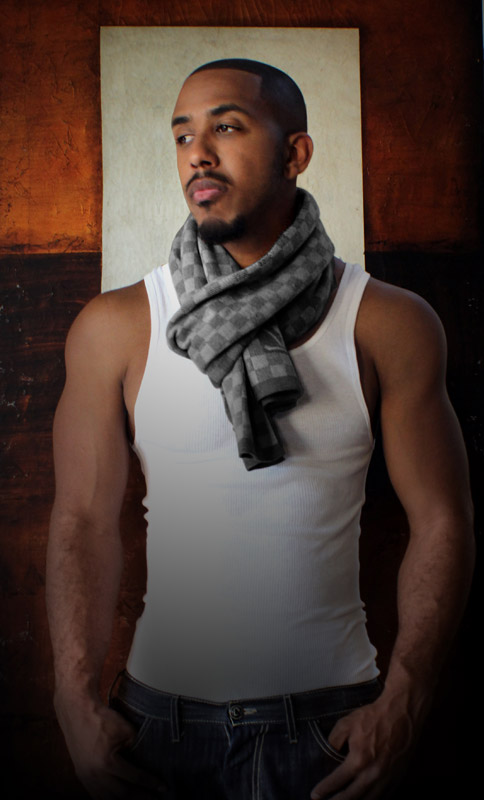
Marques Houston, 2012

Marques Barrett Houston (* 4. August 1981 in Los Angeles, Kalifornien) ist ein US-amerikanischer R&B-Sänger und Schauspieler. Bekannt wurde er durch die R&B-Band Immature, die sich später in IMx umbenannte.

## Werdegang
Houston wuchs als Sohn von Michael und Carolyn Houston in Los Angeles auf. Seine Mutter starb im Jahr 1997 an Lymphknotenkrebs. Sein Stiefbruder, Omarion, ist ebenfalls ein bekannter R&B-Sänger.
Seine musikalische Karriere begann im Jahr 1992, als er zusammen mit Jerome Jones, Don Santos und Kelton Kessee die Band IMx gründete. Nachdem die Bandmitglieder sich im Jahr 2002 trennten, begann Houston eine Solokarriere. Des Weiteren spielte er in mehreren Kinofilmen und amerikanischen Fernsehserien mit. Im Jahr 1995 erhielt er für seine Rolle des Roger Evans in der Sitcom Sister, Sister einen Young Artist Award in der Kategorie Best Youth Comedian in a TV Show.
In den Jahren 2003 bis 2013 platzierte sich alle sechs Studioalben Houstons in den Billboard 200 und R&B-Charts. Am Erfolgreichsten war das 2007er Album Veteran, das Platz 5 der Popcharts und Platz 1 der R&B-Charts erreichte. Auch diverse Singles kamen in die Hitparaden: sieben Lieder schafften es in die Billboard Hot 100 und 14 Lieder in die R&B-Charts. Die höchstplatzierte Single ist Naked aus dem Jahr 2005, die zwar nur Platz 47 der Popcharts erreichte, aber auf Platz 8 der R&B-Charts zum einzigen Top-10-Hit Houstons wurde.

## Diskografie

### Studioalben
| Jahr | Titel                    | Höchstplatzierung, Gesamtwochen, AuszeichnungChartplatzierungen (Jahr, Titel, Platzierungen, Wochen, Auszeichnungen, Anmerkungen) | Höchstplatzierung, Gesamtwochen, AuszeichnungChartplatzierungen (Jahr, Titel, Platzierungen, Wochen, Auszeichnungen, Anmerkungen) | Höchstplatzierung, Gesamtwochen, AuszeichnungChartplatzierungen (Jahr, Titel, Platzierungen, Wochen, Auszeichnungen, Anmerkungen) | Anmerkungen                                                                                        |
| Jahr | Titel                    | UK | US | R&B | Anmerkungen                                                                                        |
| ---- | ------------------------ | --- | --- | --- | -------------------------------------------------------------------------------------------------- |
| 2003 | MH                       | UK73 Silber · (10 Wo.)UK | US18 (9 Wo.)US | R&B5 (20 Wo.)R&B | Erstveröffentlichung: 21. Oktober 2003 Produzenten: Chris Stokes, Kenny Whitehead, R. Kelly        |
| 2005 | Naked                    | — | US13 Gold · (22 Wo.)US | R&B5 (43 Wo.)R&B | Erstveröffentlichung: 24. Mai 2005 Executive Producer: Marques Houston                             |
| 2007 | Veteran                  | — | US5 (10 Wo.)US | R&B1 (22 Wo.)R&B | Erstveröffentlichung: 20. März 2007 Executive Producer: Marques Houston                            |
| 2009 | Mr. Houston              | — | US65 (2 Wo.)US | R&B12 (7 Wo.)R&B | Erstveröffentlichung: 28. Juli 2009 Produzenten: Noel Fisher, Marques Houston                      |
| 2010 | Mattress Music           | — | US71 (1 Wo.)US | R&B14 (7 Wo.)R&B | Erstveröffentlichung: 14. September 2010 Produzenten: Chris Stokes, Eric Crawford, Marques Houston |
| 2013 | Famous                   | — | US180 (1 Wo.)US | R&B33 (2 Wo.)R&B | Erstveröffentlichung: 16. September 2013                                                           |
| 2022 | Me                       | — | — | — | Erstveröffentlichung: 4. Februar 2022                                                              |
| 2024 | The Best Worst Year Ever | — | — | — | Erstveröffentlichung: 30. August 2024                                                              |

### Singles
| Jahr | Titel Album                        | Höchstplatzierung, Gesamtwochen, AuszeichnungChartplatzierungen (Jahr, Titel, Album, Platzierungen, Wochen, Auszeichnungen, Anmerkungen) | Höchstplatzierung, Gesamtwochen, AuszeichnungChartplatzierungen (Jahr, Titel, Album, Platzierungen, Wochen, Auszeichnungen, Anmerkungen) | Höchstplatzierung, Gesamtwochen, AuszeichnungChartplatzierungen (Jahr, Titel, Album, Platzierungen, Wochen, Auszeichnungen, Anmerkungen) | Anmerkungen                                                                       |
| Jahr | Titel Album                        | UK | US | R&B | Anmerkungen                                                                       |
| ---- | ---------------------------------- | --- | --- | --- | --------------------------------------------------------------------------------- |
| 2003 | That Girl MH                       | — | US63 (7 Wo.)US | R&B24 (17 Wo.)R&B | Erstveröffentlichung: Januar 2003                                                 |
| 2003 | Clubbin MH                         | UK15 (6 Wo.)UK | US39 (20 Wo.)US | R&B12 (31 Wo.)R&B | Erstveröffentlichung: Juli 2003 feat. Joe Budden                                  |
| 2003 | Pop That Booty MH                  | UK23 (5 Wo.)UK | US76 (9 Wo.)US | R&B34 (16 Wo.)R&B | Erstveröffentlichung: November 2003 feat. Jermaine Dupri                          |
| 2004 | Because of You MH                  | UK51 (3 Wo.)UK | — | — | Erstveröffentlichung: November 2004                                               |
| 2005 | All Because of You Naked           | — | US69 (10 Wo.)US | R&B14 (21 Wo.)R&B | Erstveröffentlichung: April 2005 feat. Young Rome                                 |
| 2005 | Naked                              | — | US47 (14 Wo.)US | R&B8 (29 Wo.)R&B | Erstveröffentlichung: Juni 2005                                                   |
| 2005 | Sex with You Naked                 | — | — | R&B64 (11 Wo.)R&B | Erstveröffentlichung: Dezember 2005                                               |
| 2006 | Favorite Girl Veteran              | — | — | R&B56 (20 Wo.)R&B | Erstveröffentlichung: August 2006                                                 |
| 2006 | 1st Time New Joc City              | — | US82 (6 Wo.)US | R&B15 (21 Wo.)R&B | Erstveröffentlichung: Dezember 2006 Yung Joc feat. Marques Houston und Trey Songz |
| 2007 | Circle Veteran                     | — | US78 (6 Wo.)US | R&B37 (20 Wo.)R&B | Erstveröffentlichung: Januar 2007                                                 |
| 2007 | Wonderful Veteran                  | — | — | R&B50 (20 Wo.)R&B | Erstveröffentlichung: April 2007                                                  |
| 2009 | I Love Her Mr. Houston             | — | — | R&B85 (8 Wo.)R&B | Erstveröffentlichung: April 2009 feat. Jim Jones                                  |
| 2009 | Body Mr. Houston                   | — | — | R&B59 (15 Wo.)R&B | Erstveröffentlichung: August 2009                                                 |
| 2010 | Kickin & Screamin Mattress Music   | — | — | R&B69 (7 Wo.)R&B | Erstveröffentlichung: April 2010                                                  |
| 2010 | Pulling On Her Hair Mattress Music | — | — | R&B64 (12 Wo.)R&B | Erstveröffentlichung: Juni 2010 feat. Rick Ross                                   |

Weitere Singles
- 2003: I Like It Like That
- 2003: Pop That Booty
- 2005: The Jump Off
- 2006: Good Lookin Out (Mila J feat. Marques Houston)

## Filmografie

### Kinofilme
- 1992: Bebe’s Kids
- 1997: Good Burger
- 2000: House Party 4: Down to the Last Minute
- 2004: Fat Albert
- 2004: Street Style
- 2007: Somebody Help Me
- 2010: Boogie Town

### Fernsehserien
- 1993: College Fieber (A Different World)
- 1996: Alle unter einem Dach (Family Matters)
- 1996: The Parent ’Hood
- 1994–1997: Sister, Sister
- 2003: Rock Me, Baby
- 2004–2006: One on One
- 2005–2006: Cuts